# Sociae Mimae
Sociae Mimae var ett skrå för kvinnliga scenartister i det antika Rom.  
Skrået var till för kvinnliga mimartister. Kvinnliga scenartister var vid denna tid ofta hänvisade till att delta i körsång eller stumma dansroller i mimteatern, men detta skrå innefattade både sångerskor, dansöser och skådespelerskor. 
Scenyrket (scaenicae) var indelat i flera olika typer av funktioner som inte är helt förstådda: saltatrix (danserska), gesticularia (utförare av gester), embolaria (musikalartist), och kvinnor utförde både mimskådespel, pantomin, dans (solo eller i grupp), sång (körsång eller solo), musikal eller talroll, alla med sina egna beteckningar, men dessa är inte helt utredda av forskare. Kvinnor uppträdde även som gladiatorer (gladiatrix), vilket också var ett scenyrke. 
Alla dess yrken räknades som infamis det vill säga vanhedrande yrken i romerska riket, och innehaddes ofta av antingen slavar (som hyrdes ut av sina ägare att verka i yrket) eller före detta slavar och personer som föddes in i yrket.  
Det har kallats det enda historiskt bekräftade skrået för enbart kvinnor i antikens Rom: det är känt att kvinnor var medlemmar i köpmansskrån och beskyddade alla typer av skrån, men det är obekräftat huruvida de fick vara medlemmar i hantverksskrån. 
Sociae Mimae hade råd med en egen reserverad begravningsplats i Rom, vilket tyder på att det var ett skrå med resurser, och har tagits som tecken på att det fanns högt betalda kvinnliga scenartister. Yrkets sedvanliga lön uppges ha varit ungefär detsamma som en genomsnittlig arbetares, men skådespelare kunde tjäna stora summor på enskilda gåvor från publiken och enskilda mecenater, något som också gjorde att individuella skådespelare ofta var eller anklagades för att vara prostituerade. Det finns många vittnesmål och skådespelerskor som levde luxuösa liv. 
Yrket existerade till Västroms fall och fortlevde i Bysans åtminstone till 500-talet. Under 300-talet utsattes kvinnliga scenartister, som redan tidigare varit infamis, för allt värre diskriminering av den kristna lagstiftningen, och skådespelare uppmanades att antingen lämna yrket och sedan leva liv motsvarande kristen dygd, eller skambelades hårt som symboler för synd. I Västrom tycks så många skådespelare ha lämnat yrket under kristningen att staden Kartago år 413 återkallade skådespelerskor till yrket på grund av bristen. Bristen ledde till att det under 400-talets gång blev vanligt att tvinga kvinnor in i yrket, något som förbjöds i Östrom 535.